# Duwisib Castle

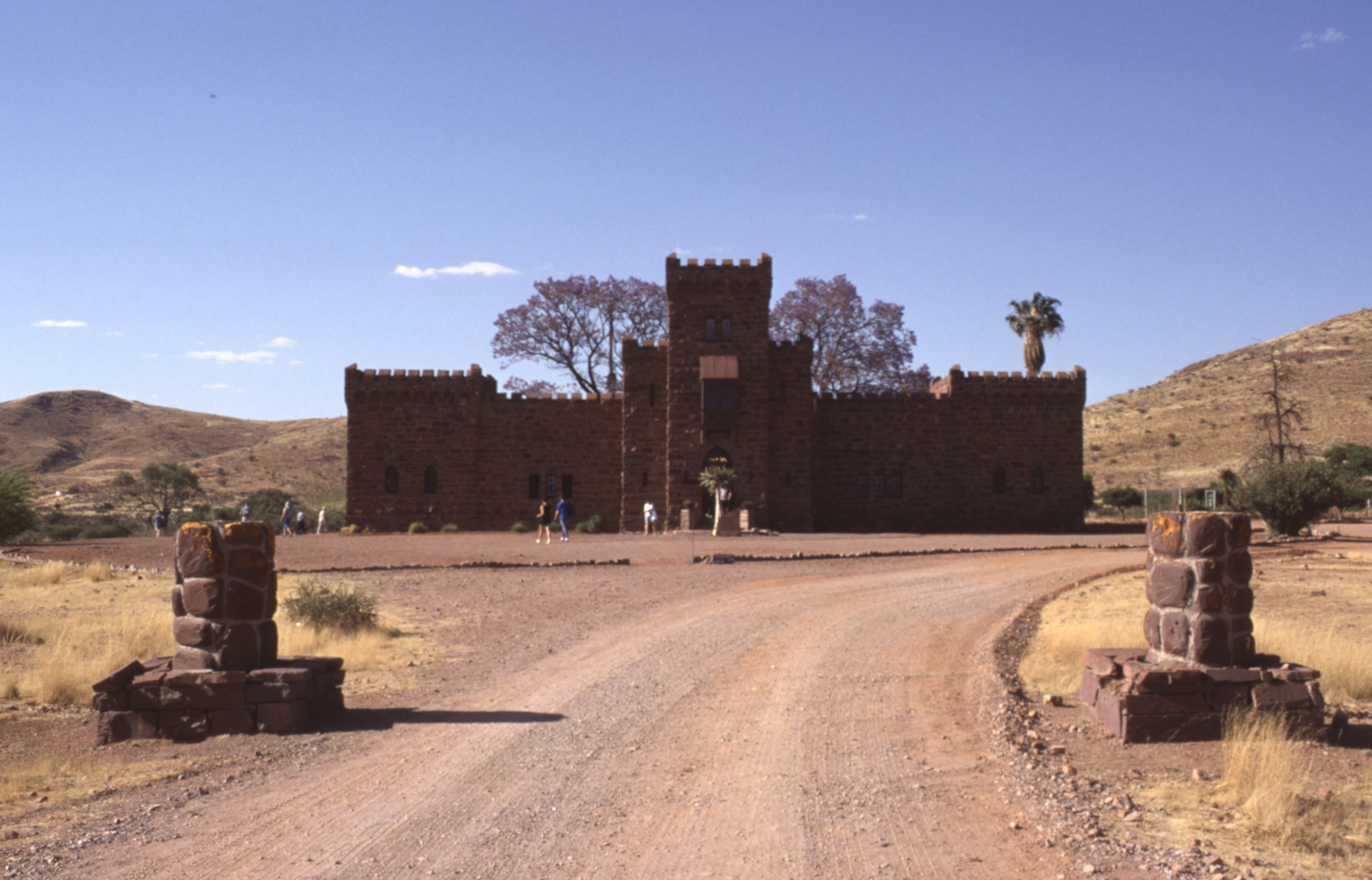

Duwisib Castle (także Duwiseb, Duweseb) − neogotycka (w stylu wczesnego gotyku) twierdza na wzgórzach w półpustynnej południowej Namibii, w pobliżu miasteczka Maltahöhe.
Została zbudowana przez kapitana Hansa Heinricha von Wolfa. W 1907 roku kapitan, wraz ze świeżo poślubioną żoną, zdecydowali wyemigrować do Niemieckiej Afryki Południowo-Zachodniej, która była wówczas kolonią niemiecką. Architekt Willi Sander otrzymał w roku 1908 zlecenie zaprojektowania i wybudowania rezydencji. Większość materiałów importowano z Niemiec, a robotników sprowadzono z Włoch, Szwecji i Irlandii. W budowli znajdują się 22 pomieszczenia.
Sam kapitan von Wolf zginął w bitwie nad Sommą w 1916 roku, a jego żona osiadła w Wielkiej Brytanii, pozbywając się posiadłości.